# Gregor Kartsios
Gregor Kartsios (* 15. Oktober 1978) ist ein deutsch-griechischer Computerspiel-Journalist, Autor und Redakteur, der unter anderem als leitender Redakteur bei Game One tätig war.

## Leben
Kartsios ist gebürtiger Grieche und wuchs im Hamburger Stadtteil Billstedt auf. Er arbeitete vor seinem Einstieg bei Game One als Administrator und war nebenbei als ausgebildeter Gruppenleiter in einem Haus der Jugend tätig. Als er 2007 zum MTV-Format kam, war er als einer von zwei Redaktionsleitern für den Fernsehbereich zuständig und betreute den Game-One-Podcast Plauschangriff. Nach dem Ende der Sendung im Dezember 2014 stieß er zum Internet-Sender Rocket Beans TV, wo er verschiedene Formate moderiert und den Podcast Plauschangriff fortführt. Zudem betreibt er den YouTube-Kanal Greg’s RPG HeaveN mit über 100.000 Abonnenten.
Am 21. Oktober 2021 veröffentlichte er das Buch Das ABC der Videospiele, das sich mit der Geschichte und der Kultur von Videospielen befasst.

## Werke
- Das ABC der Videospiele: Alles, was Gamer über Videospielgeschichte wissen müssen. Lappan Verlag, Oldenburg (Oldb) 2021, ISBN 978-3-8303-3606-8.
- Das ABC der Videospiele Level 2: Noch mehr geballtes Gaming-Wissen. Lappan Verlag, Oldenburg (Oldb) 2022, ISBN 978-3-8303-3639-6.
- Die große Bucket List des Gaming: 100 Videospiele, die du gespielt haben musst! Lappan Verlag, Oldenburg (Oldb) 2024, ISBN 978-3-8303-3681-5.